# Николаев (Хмельницкая область)
Николаев (укр. Миколаїв) — село в Хмельницком районе Хмельницкой области Украины.
Расположено на правом берегу реки Бужок (левый приток Южного Буга).
Население по переписи 2001 года составляло 373 человека. Почтовый индекс — 31303. Телефонный код — 382. Занимает площадь 1,496 км². Код КОАТУУ — 6825084801.

## Местный совет
31303, Хмельницкая обл., Хмельницкий р-н, с. Николаев, ул. Октябрьская, 14